# 鐵人料理
《鐵人料理》（羅馬化：Ryōri no Tetsujin），也称铁厨（英語：Iron Chef），是富士電視台於1993年至1999年期間播出的烹飪節目，日本電視工作室制作，衛視中文台以《鐵人之料理》為名播出配音版。每集由不同的挑戰者選擇挑戰三位（後期為四位）“鐵人”中的其中一位，並用一小時來烹調围绕主題材料的菜式，(如出現評分相同則會進行為時30分鐘，用另一個主題材料的加時賽，但當加時賽評分相同，則宣布比賽為和局），每集的主题都不同。

## 鐵人廚師
- 中国料理“鐵人”

陳建一
- 法国料理“鐵人”

第一代：石鍋裕
第二代：坂井宏行
- 日本料理“鐵人”

第一代：道場六三郎
第二代：中村孝明
第三代：森本正治
- 意大利料理“鐵人”(後期加入)

神戶勝彥

## 节目人员
- 主持人
  - 鹿贺丈史，在节目中称作“鹿贺主席”（Kaga Shusai）
  - 本木雅弘，在2002年1月特番《鹿贺主席误食河豚中毒身亡》中扮演鹿贺的外甥兼继承人

- 实况评论组
  - 福井谦二（报幕员、评论员）
  - 服部幸应（评论员）
  - 太田真一郎（赛场记者）

- 评委
  - 岸朝子
  - 平野雅章
  - 石井苗子
  - 栗本慎一郎
  - 景山民夫
  - 秋元康
  - 加納典明
  - 梅宮辰夫
  - 細木数子
  - 石井好子

- 嘉宾评委
  - 片岡鶴太郎
  - 浅野裕子（浅野ゆう子）
  - 髙田万由子
  - 水野真纪
  - 喜多嶋舞
  - 齐藤庆子
  - 大岛渚
  - 坂本龙一
  - 糸井重里
  - 曙太郎
  - 海部俊樹
  - 橋本龍太郎
  - 森喜朗
  - 鸠山由纪夫
  - 蔡瀾
  - 成龙
  - 朱莉·德赖弗斯（英语：Julie Dreyfus）
  - 若埃尔·罗比雄
  - 皮埃尔·特鲁斯格罗斯（英语：Pierre Troisgros）

## 外部連結
- 鐵人料理 （页面存档备份，存于），富士電視台的頁面
- 互联网电影数据库（IMDb）上《鐵人料理》的资料（英文）

## 節目的變遷
| 日本 富士電視台 | 日本 富士電視台                              | 日本 富士電視台 |
| --------------- | -------------------------------------------- | --------------- |
|                 | 鐵人料理 （1993年10月10日 － 1999年9月24日） |                 |
| —               | —                                            |                 |

| 臺灣 國興衛視 | 臺灣 國興衛視 | 臺灣 國興衛視 |
| ------------- | ------------- | ------------- |
|               | 鐵人料理      |               |
| —             | —             |               |

1. ↑  唯一一次出現加時賽和局為1999年8月6日播出之一集